# Víctor Ruiz Albéniz
Víctor Ruiz Albéniz (Mayagüez, Puerto Rico, 1885 - Madrid, 1954) va ser un periodista espanyol (que emprà els pseudònims de Tebib Arrumi, Chispero, Acorde, i Don Sincero) que va ser descrit en la seva època com el cronista oficial del Règim de Franco (adscrit com a cronista de guerra a la caserna general del general). Va ser president de l'Associació de la Premsa de Madrid des de 1937, així com cronista de l'ABC.

## Biografia

### Família
Era fill del Víctor Ruiz Rojo i de la Inspectora d'Estudis de l' Associació per a l'Ensenyament de la Dona (AEM) Clementina Albéniz Pascual, va tenir una germana, Sara Ruiz Albéniz. Casat amb la Julia Gallardón i Gutiérrez (1902 - Madrid, 1 de juny de 1977), va ser pare del professor José María Ruiz Gallardón, de Luisa, María del Carmen i Rafael Ruiz Gallardón i avi del polític Alberto Ruiz-Gallardón.

### Trajectòria professional
Va exercir la crítica taurina amb el pseudònim de Don Sincero al Diario Universal de Madrid on va arribar a ser redactor en cap i després subdirector del 1912 al 1924. Va ser també redactor d'El Liberal entre 1911 i 1912; subdirector del Diario Universal (1912-1924); col·laborador del Debate, El Liberal de Bilbao i de La Nación de Buenos Aires; subdirector del 1924 al 1936 i director el 1936 d'Informacions; director del Hoja del Lunes (1939-1944), i redactor d'Informacions (1945).
En el protectorat Marroquí, exercint com a metge de la Companyia Espanyola de Mines del Rif, es fa popular sota el pseudònim de "El Tebib Arrumi" (que significa metge cristià en idioma àrab). Va ser en aquesta època quan va treballar com a reporter bèl·lic dels diaris Diario Universal (en aquest diari, va arribar a ser redactor-cap i subdirector) i Informaciones (diari que va arribar a dirigir entre 1924 i 1936), cobrint la guerra hispano-marroquina des de 1909 fins a l'any 1922.
Durant la Guerra del Rif va defensar Sanjurjo i Millán-Astray així com la resta de militars africanistes. A les seves cròniques enaltia els militars i es queixava del govern. Aquest suport als militars d'Àfrica li va causar problemes amb el Govern de la República, i per aquesta raó quan es va produir la revolta militar va ser nomenat corresponsal de guerra de l'Estat Major agregat a la caserna de Franco. Al mateix Franco li agradava el to grandiloqüent de les cròniques de guerra.
Durant la Guerra Civil també va fer cròniques radiofòniques, i sota el pseudònim "El Tebib Arrumi", va publicar un article on demanava que Catalunya rebés "un càstig bíblic (Sodoma i Gomorra) per purificar la ciutat roja, la seu de l'anarquisme i separatisme com a únic remei per extirpar aquests dos càncers pel termocauteri implacable",
Va ser nomenat Cronista Oficial de la Vila de Madrid el 9 de juny de 1943.

## Premis
- Premi Rodríguez Santamaría el 1946
- Periodista d'Honor el 1953

Va ser un prolífic autor periodístic, amb milers d'articles a diferents diaris i altres publicacions espanyoles, des de 1910 fins a 1950. També va escriure més d'una trentena d'obres, incloent-hi algunes novel·les.
- El Riff: estudi d'un espanyol al Nord africà - 1912
- «Espanya a Àfrica» - 1921
- "La situació actual d'Espanya al Marroc" - 1921
- «Ecce Homo. Responsabilitat al Marroc» - 1922 llibre escrit en defensa de Dámaso Berenguer
- L'actuació d'Espanya al Marroc - 1923
- Tànger i la col·laboració francoespanyola - 1924
- «La colonització espanyola al Marroc» - 1927
- «Herois d?Espanya. "El Caudillo"» 1936
- El setge de Madrid - 1937
- «Campanyes del Jarama i el Tajuña» - 1937
- «La conquesta de Biscaia» - 1938
- Campanya de Santander - 1939
- «Astúries, per Espanya» - 1939
- «Pèrdua i reconquesta de Terol (Batalla de l'Alfambra)» - 1939
- «Cròniques de Guerra» - 1939
- «Lleons al Guadarrama» - 1940
- «Oviedo, la molt heroica» - 1940
- Biblioteca infantil La reconquesta d'Espanya 33 quaderns. 1942
- «Aquell Madrid...! (1900-1914)» - 1944 - amb il·lustracions d' Antonio Casero

### Novel·la
- La càrrega de Taxdirt. Novel·la curta. 1910
- Bu-Suifa. Novel·la curta. 1910
- Kelb Rumi! Novel·la d'un espanyol captiu dels rifenys el 1921
- Lala-Mariem. Novel·la dialogada del Gran Atlas. 1930